# Танзанийско-турецкие отношения
Танзанийско-турецкие отношения — двусторонние дипломатические отношения между Турцией и Танзанией. Обе страны являются членами Всемирной торговой организации и Организации Объединённых Наций.
Посольство Турции в Дар-эс-Саламе впервые открылось в 1979 году, хотя Османская империя ранее открыла консульство на Занзибаре, ныне являющемся частью Танзании, 17 марта 1837 года.

## Дипломатические отношения
У Турции были дружеские отношения с Танзанией при президенте-основателе Джулиусе Ньерере, который сотрудничал с Турцией в противодействии колониализму и апартеиду в Африке. Отношения стали менее доброжелательными, когда Джулиус Ньерере позволил Че Геваре использовать территорию Танзании во время его неудавшегося вмешательства в гражданскую войну в Конго.
После ухода Джулиуса Ньерере отношения с Танзанией улучшились благодаря движению Танзании в сторону демократизации и социального прогресса.

## Экономические отношения
- Объём торговли между двумя странами в 2015 году составил 151 миллион долларов США[1].
- С 4 декабря 2012 года есть прямые рейсы из Стамбула в Дар-эс-Салам и Килиманджаро[1].